# BS特集
BS特集（ビーエスとくしゅう）は、NHK衛星第1テレビジョンおよびNHKデジタル衛星ハイビジョンで放映されるノンフィクション番組である。内容は討論、ドキュメンタリーなど多岐にわたる。放送時間は不定期である。

## これまで放送された番組

### 2002年
- 「日本人メジャーリーガーの群像」（12月）

### 2004年
- 「おめでとうアテネイヤー～まるごとギリシャ紀行～」（1月）

### 2005年
- 「“イラク戦争”とメディア」（1）テロの脅威がアメリカを変えた（2）アメリカ・問われる報道姿勢（3月）
- 「ヒロシマの伝言 ～ヒロシマを知らない若者たちへ～」（8月）
- 「ヒロシマの伝言 ～"はだしのゲン２から世界の若者へ～」（8月）
- 「生きて野球がしたかった　～沢村栄治・戦場に散った夢～」（8月）
- 「開幕スペインリーグ!世界最強サッカーリーグのヒーローたち」（9月）
- 「自動車の半世紀　～東京モーターショーの50年～」（10月）
- 「トルコ南東部・最新報告」
- 「国連60周年・本部ビル誕生秘話　平和への願い」
- 「プーチン時代へ」
- 「日本 ロシア 領土交渉の道」（11月）
- 「"ツナミ"との戦い ～インド洋大津波から1年～」（12月）

### 2006年
- 「崩れゆく"アメリカ神話"～ハリケーン被災地 その後」（1月）
- 「インド洋大津波　遺族たちの1年～タイ・ピピ島」（1月）
- 「カラー映像記録　よみがえる昭和初期の日本」（前編）－忍び寄る戦争の影－ （後編）－戦禍と復興の槌（つち）音－（1月）
- 「アメリカは日本をどう見ているのか ～2006年日米関係の行方～」（1月）
- 「ダボス　対話で探る繁栄への道」（2月）
- 「日本政治　激動の時代へ」（2月）
- 「放送は通信とどう融合できるのか～アメリカからの報告～」第1部　何がビジネスチャンスになるのか　第2部メディアの信頼性は保てるのか（3月）
- 「世界から見たニッポン」　明治編　第1回　西洋の驚きと警戒（4月）
- 「未来への提言 ～世界のキーパーソンが語る21世紀～」第1回　マイケル・クライトン　～惑星「地球」に生きる～（4月）
- 「世界から見たニッポン」　明治編　第2回　アジアの希望と失望（4月）
- 「未来への提言」理論物理学者　リサ・ランドール　～異次元を語る～（5月）
- 「暗殺のランデブー　ケネディとカストロ」（5月）
- 「検証　グリーンスパンの時代」（5月）
- 「ドイツW杯　スーパースターの挑戦　ブラジル前編：ロナウジーニョの魔術　ブラジル後編：攻撃サッカーで連覇をめざす」（6月）
- 「ドイツW杯　スーパースターの挑戦　祖国　誇りを胸に」（6月）
- 「ドイツW杯　スーパースターの挑戦　日本代表　勝利への戦略　前編：ジーコのチーム哲学　後編：“プレス”を磨け」（6月）
- 「子どもをエイズから救え　～アグネス・チャン アフリカからの報告」（6月）
- 「世界経済フォーラム　中東会合2006　ハマスに揺れる中東を語る」（6月）
- 「大リーガーが生まれる国　～ドミニカ共和国の野球事情～」（7月）
- 「インターネット広告の衝撃　～アメリカからの報告～」（7月）
- 「未来への提言」医師　アーネスト・ダルコー　～21世紀のエイズと戦う～（8月）
- 「日本と戦った日系人～GHQ通訳・苦悩の歳月～」（8月14日）
- 「走り抜けろ 十勝の大地を ～密着・世界ラリーの3日間～」（9月）
- 「若田光一 宇宙ステーションへの挑戦　～密着　NASA海底訓練～」（9月）
- 「未来への提言」元PKO部隊司令官　ロメオ・ダレール　～戦禍なき時代を築く～（10月）
- 「未来への提言」発明家 レイ・カーツワイル　～テクノロジーの進化を予言する～（11月）
- 「未来への提言」脳科学者 ナンシー・アンドリアセン　～脳と心の謎に挑む～（12月）
- 「民衆が語る中国　激動の時代　～文化大革命を乗り越えて～」（12月）
  - 第1章　紅衛兵誕生へ
  - 第2章　造反有理の嵐
  - 第3章　下放・若者大移動
  - 第4章　改革開放への胎動

### 2007年
- 「未来への提言スペシャル」 未来学者　アルビン・トフラー　～田中直毅　“知の巨人”との対話～（1月）
- 「ファーストジャパニーズ」（1月）
- 「ダボス会議　変容する世界への提言　～世界経済フォーラム～」（2月）
- 「未来への提言　元教育大臣オッリペッカ・ヘイノネン ～フィンランド学力世界一の秘密～」（2月）
- 「世界から見たニッポン」　大正編　第1回　日本はなぜ孤立したのか（2月）
- 「世界から見たニッポン」　大正編　第2回　幻に終わったアジア連帯の夢（2月）
- 「インターネットと放送の新時代」　第1部　急成長する“動画サイト”　第2部　“動画サイト”は社会を変えるか（3月）
- 「オーストラリア大干ばつの波紋　～岐路に立つ日本の食糧依存～」（3月）
- 「未来への提言スペシャル」 遺伝子研究者　レオナルド・ガランテ　～“健康長寿”のメカニズム～（4月）